# Soul of Ska
Soul of Ska è il primo album dei Casino Royale, pubblicato nel 1988.

## Tracce

### Versione vinile, 1988
Tutti i brani sono composti da Casino Royale, tranne dove specificato
1. Unemployed Investigator (Alioscia "BBDai" Bisceglia, Giuliano Palma)
2. Soon You'll Be Gone (Blues Busters cover)
3. Bad Times (Michele D'Anca, Giuliano Palma)
4. Casino Royale
5. Under the Boardwalk (Kenny Young, Arthur Resnick; The Drifters cover)
6. Someone Says

### Versione CD, 2001
1. Never Let You Go
2. Stand Up, Terry!
3. Unemployed Investigator
4. Soon You'll Be Gone
5. Bad Times
6. Casino Royale
7. Under the Boardwalk
8. Someone Says
9. Ten Golden Guns
10. Bonnie & Clyde
11. Housebreaker
12. Mr. Spock & Mr. Space

## Formazione
- Alioscia "BBDai" Bisceglia - voce
- Giuliano Palma - voce, chitarra
- Michele D'Anca - organo, piano
- Michelino Pauli - chitarra, cori
- Antonio "Brown" Marrone - basso
- Ferdinando Masi- batteria
- Silvio Rovati, Nicola Frisia - sax
- Daniele Israel - trombone
- Andrea Incerti - tromba